# Ольховський район
Ольховський район (рос. Ольховский район) — муніципальне утворення у Волгоградській області.
Розташований на території українського історичного та культурного краю Жовтий Клин.